# Bryconamericus pachacuti
Bryconamericus pachacuti är en fiskart som beskrevs av Eigenmann 1927. Bryconamericus pachacuti ingår i släktet Bryconamericus och familjen Characidae. IUCN kategoriserar arten globalt som livskraftig. Inga underarter finns listade.